# Capella castrense de la Puríssima Concepción
La Capella Castrense de la Immaculada Concepción és un temple catòlic neogòtic situat Carrer Pablo Vallescá S/N. De l'Eixample Modernista de la ciutat espanyola de Melilla, i forma part del Conjunt Històric Artístic de la Ciutat de Melilla, un Bé d'interès cultural.

## Història
Va ser construïda entre el 18 de setembre de 1920 i el 22 de novembre de 1923, segons disseny de l'enginyer militar Francisco Carcaño.
En els anys 80 es van construir habitatges adossats a la seva part nord, la qual cosa li va llevar la visibilitat a la torre nord-est i el 25 de gener de 2016 va ser afectat pel terratrèmol del mar d'Alborán de 2016, produint-se danys a la seva torre sud-oest, que va comportar el seu reforç amb una estructura de fusta instal·lada per la UME, esperant la seva restauració.

## Descripció
Està construït amb parets de maçoneria de pedra local i maó massís, amb bigues de ferro per a la coberta de dos vessants i revoltons del miso maó per a les estades secundessis.

### Exterior
La seva façana principal consta d'una porta de llinda, sobre la qual se situa una rosassa, tot dins d'un arc ogival, que dóna pas un fris que porta un frontó triangular, en el qual se situa un detall ornamental. Tot està flanquejat per dues torres, cadascuna amb un campanar en arcs ogivals, que acaba en un frontó, que comencen en les gàrgoles sobre els quals se situa un chapitel piramidal negre.

## Interior

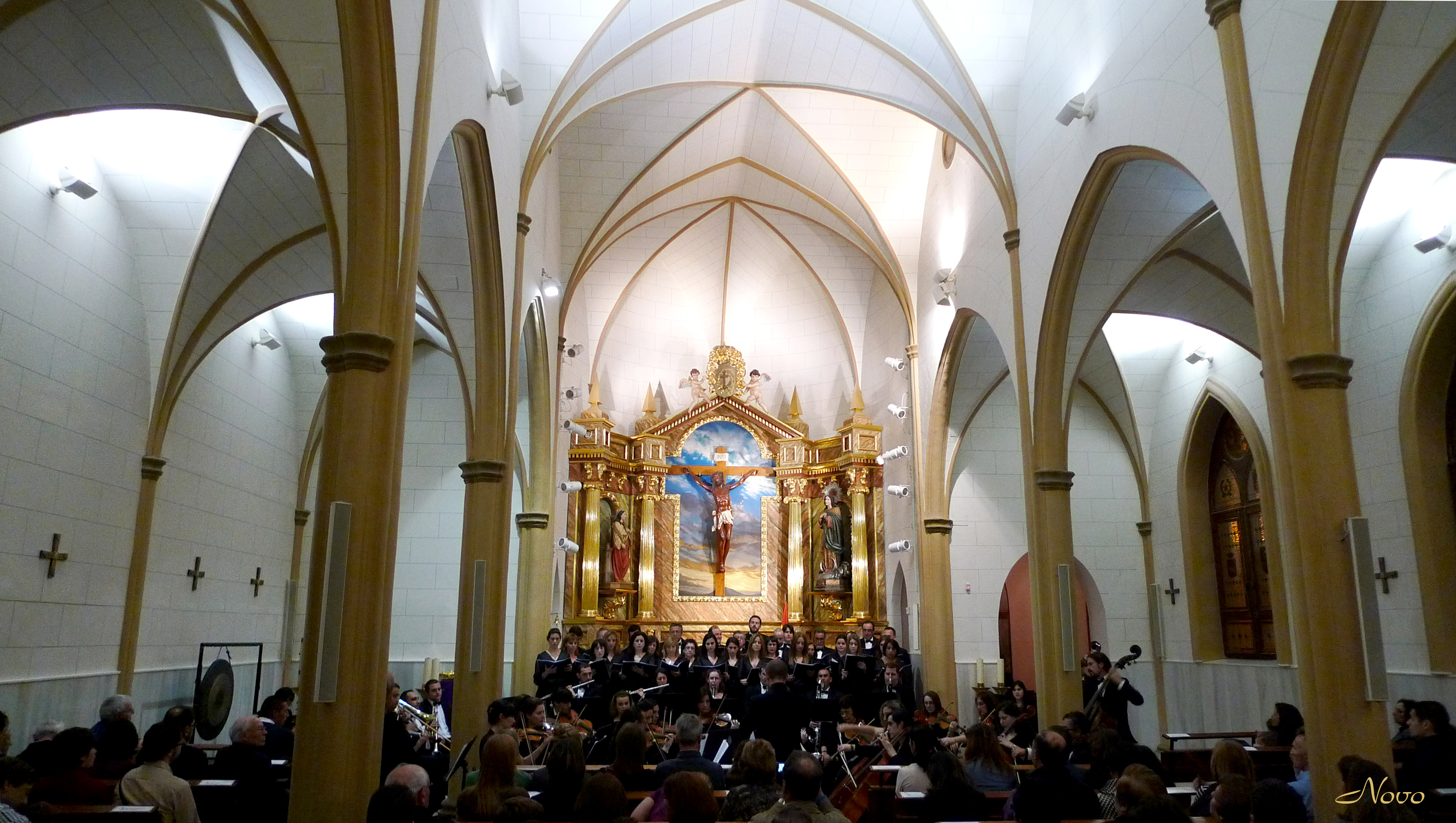
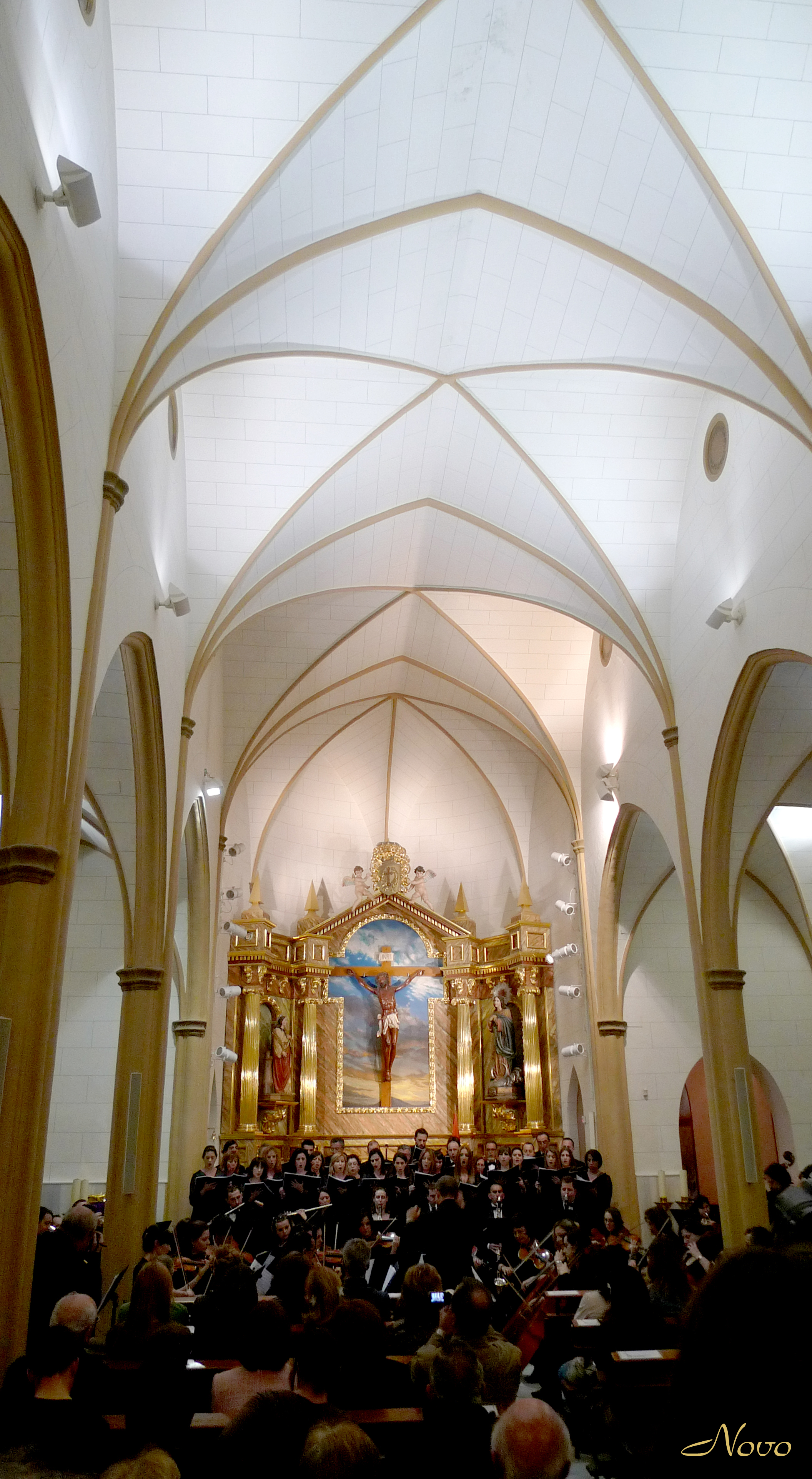
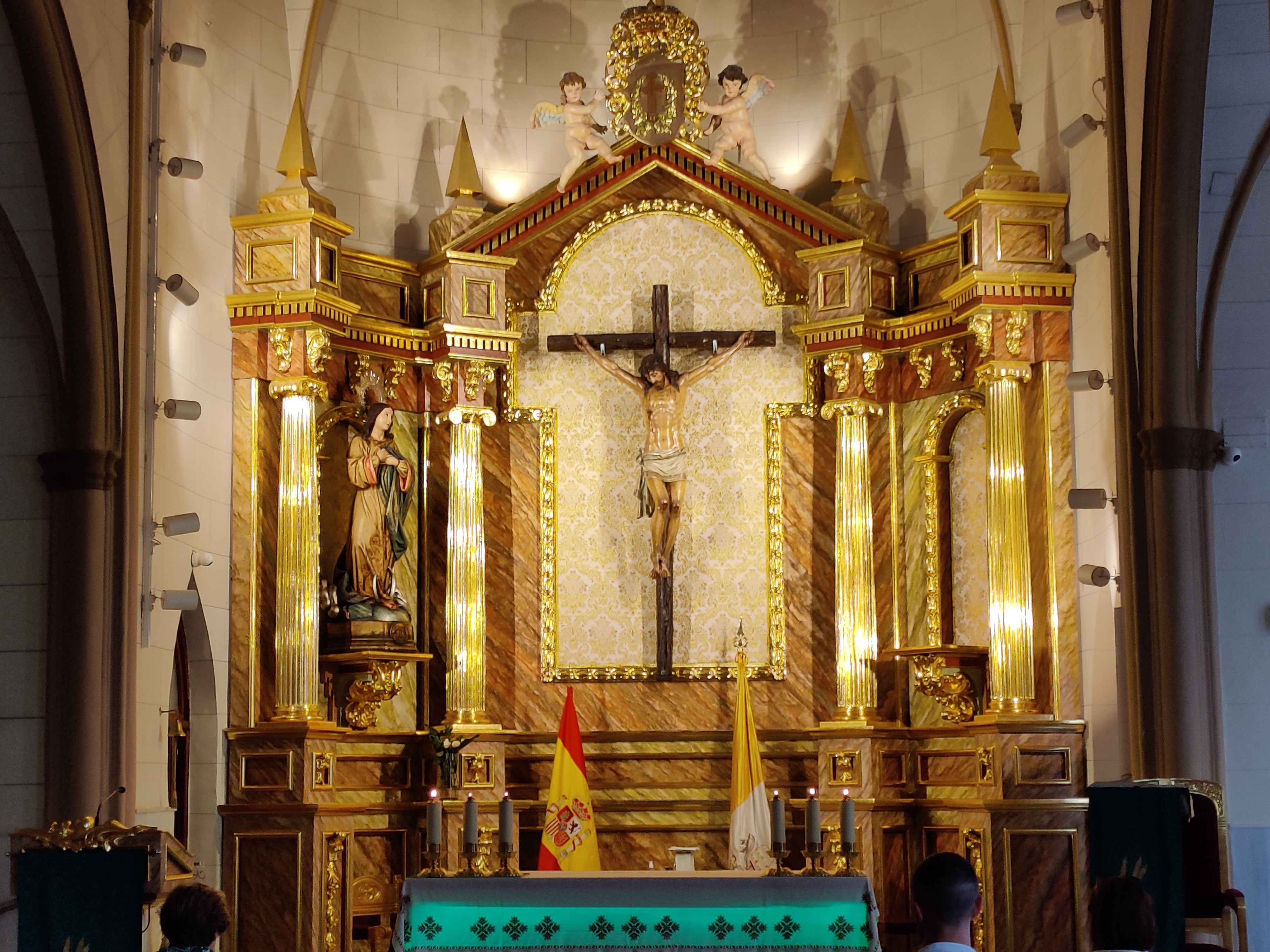

Consta de tres naus, la central, amb columnes que donen pas a arcs ogivals i aquests sustenten voltes de creueria, més alta que les laterals, acabant en una capçalera amb forma de trapezi i destacant